# Geopotentiaal
Met geopotentiaal (doorgaans aangeduid met W) wordt in de geofysica de potentiaal in het schijnbare zwaartekrachtsveld van de Aarde bedoeld. De geopotentiaal is de optelling van twee potentialen: de potentiaal behorende bij het zwaartekrachtsveld van de Aarde (aangeduid als V) en de potentiaal behorende bij de schijnbare centrifugaalkracht ten gevolge van de rotatie van de Aarde (aangeduid als Φ).
Omdat de geopotentiaal mede gebaseerd is op een schijnkracht, en dus niet in een inertiaalstelsel is gedefinieerd, is het geen potentiaal in de eigenlijke zin van het woord. De geopotentiaal heeft alleen een zinnige interpretatie als men een referentiekader beschouwt dat met de Aarde mee draait. In de toepassingsgebieden van dit concept is dit doorgaans het geval: geopotentiaal wordt gebruikt bij GPS, in de meteorologie, de geodesie en de geofysica.
De gradiënt van het geopotentiaalveld is de schijnbare valversnelling. Omdat het geopotentiaalveld een potentiaalveld is, zijn vlakken door punten met gelijke schijnbare valversnelling equipotentiaalvlakken. Het bekendste equipotentiaalvlak in het geopotentiaalveld is de geoïde. Elk voorwerp met gelijke massa dat zich in hetzelfde equipotentiaalvlak bevindt, heeft dezelfde potentiële energie. Om een voorwerp tegen de schijnbare valversnelling in te bewegen (waarbij de geopotentiaal minder wordt) is arbeid nodig. De hoeveelheid nodige arbeid hangt van de veldsterkte van het geopotentiaalveld af.
Het concept van geopotentiaal werd ontwikkeld door de Noorse meteoroloog Vilhelm Bjerkness aan het einde van de 19e eeuw.